# Lora Komoróczy
Lora Fanni Komoróczy (Budapest, 22 de febrero de 2006) es una deportista húngara que compite en natación. Ganó una medalla de plata en el Campeonato Europeo de Natación de 2024, en la prueba de 4 × 100 m estilos.

## Palmarés internacional
| Campeonato Europeo | Campeonato Europeo | Campeonato Europeo | Campeonato Europeo |
| Año                | Lugar              | Medalla            | Prueba             |
| ------------------ | ------------------ | ------------------ | ------------------ |
| 2024               | Belgrado (Serbia)  | Medalla de plata   | 4 × 100 m estilos  |